# Слатководно језеро
Слатководно језеро је језеро са које има мали садржај растворених материја, мањи од 1 грама по литру. Вода је у оваквим басенима слатка и погодна за пиће, а стално се мења захваљујући падавинама, притокама и отокама, као и изворима, врелима и сл. Ова језера су заступљена у областим умерене и хладне климе. Највећи резервоар пијаће воде на свету је Бајкалско језеро у Русији са запремином од 23.000 км³.